# One of Us Must Know (Sooner or Later)
One of Us Must Know (Sooner or Later) è un singolo di Bob Dylan pubblicato nel 1966 e tratto dall'album Blonde on Blonde. È stato registrato alla fine del 1965; alla sessione parteciparono anche alcuni membri degli Hawks, gruppo che poi avrebbe cambiato nome in The Band. Durante la stessa sessione venne registrata solamente un'altra canzone, Can You Please Crawl Out Your Window?, pubblicata come singolo l'anno prima. La canzone consiste in una confessione in prima persona di un uomo alla donna che è tragicamente uscita dalla sua vita. Come singolo raggiunse la 33ma posizione nella classifica del Regno Unito.
Secondo Jonathan Singer, fu Paul Griffin a suonare il pianoforte nella canzone.
Les Frankdin ha reinterpretato la canzone in stile Phil Spector nel suo album If Your Memory Serves You Well nel 2006.